# Doom
Doom (іноді пишеться DooM або DOOM, укр. фатум, приреченість, загибель) — відеогра, випущена компанією id Software 10 грудня 1993 року, один з найбільш відомих та популярних шутерів від першої особи. Вона багато в чому здійснила визначальний ідейний вплив на подальший розвиток жанру шутерів.
Doom заснувала серію, в якій згодом вийшли Doom II: Hell on Earth (1994), а також додатки The Ultimate Doom (1995), Master Levels for Doom II (1995) і Final Doom (1996). Гра була розроблена для PC/DOS, потім перенесена на багато платформ, включаючи дев'ять ігрових консолей. 2004 року вийшла гра Doom 3, що по-новому викладає стару історію, за мотивами якої в 2005 році було знято кінофільм. У травні 2016 року вийшла гра-перезапуск серії, що є переосмисленою Doom і має ту ж назву, стилізовану для розрізнення як DOOM.

## Ігровий процес

Піхотинець знищує зомбі з кулемета. Стан здоров'я й броні задовільний, а в інвентарі лежить жовтий ключ

### Основи
Гравцеві пропонується взяти на себе роль піхотинця, що опинився на базі Фобоса, де внаслідок невдалого експерименту в наш світ прорвалися демони з Пекла. Піхотинець мусить боротися з демонами, щоб вижити, вирішувати просторові і зрідка логічні завдання, шукати сховки зі зброєю, боєприпасами та амуніцією. Ігрові рівні є заплутаними лабіринтами з коридорів і кімнат, де знаходяться численні двері, ліфти, шахти, секретні приміщення і різнокольорові ключі й кнопки для їх відкриття. Саме оточення часом є небезпечним: підлога залита лавою, кислотами різної сили, водою, де можна втонути, отруйними відходами. Ігровий процес багато в чому ґрунтується на складності та інтерактивності оточення. На деяких рівнях є телепорти, які миттєво переносять гравця в інше місце.
Піхотинець може нести 7 видів зброї та набої до неї. Він завжди може скористатися власними кулаками, але також має пістолет, а з часом знаходить дробовик, кулемет, ракетомет, плазмову рушницю і винятково потужну установку BFG 9000. В Doom, як і в Wolfenstein 3D, в лінійці стану внизу екрана показується обличчя головного героя, що реагує на поточні події (дивиться у напрямку атаки, озирається, кровожерливо посміхається при підбиранні хороших предметів і зброї, покривається кров'ю при зменшенні здоров'я).
Новаторською особливістю Doom стало те, що рівень може істотно змінюватися впродовж проходження, що досягається переважно за допомогою рухомих стель та підлог. Деякі ділянки здатні рухатися як за бажанням, так і без бажання гравця, інші можуть з каменю перетворитися на кислоту, треті відкривають таємні двері із засідкою. Стелі деяких приміщень можуть опуститися, як прес, та задавити піхотинця. Кнопками відкриваються проходи, недоступні раніше, активуються двері тощо. Так чи інакше, кінцевою метою гравця є знайти вихід з рівня. Це може бути вимикач у кімнаті з написом Exit, люк в підлозі, особливий телепорт або монстр-бос, котрого доведеться знищити. Двері позаду можуть несподівано зачинитися, а поряд виникнути вороги. Попри певну примітивність та причетність до жанру шутера, у Doom були риси пригодницького жанру, що вимагали активного дослідження рівня. Для допомоги в цьому існує функція автокарти, яка на окремому екрані показує вже досліджені місця.
В оригінальній версії для DOS керування здійснювалося з клавіатури. Так для руху служили стрілки, автокарта викликалася клавішею Tab, а біг вмикався із затисненням Shift. Зміна зброї відбувалася натисканням номерних клавіш від 1 до 7.

### Вороги
Doom має великий, як на свій час, набір ворогів, представлених демонами і людьми, оберненими на зомбі. Чудовиська різних видів можуть ворогувати між собою, якщо випадково хтось із них влучить в іншого.
В Doom зустрічаються такі вороги:
- Зомбі (англ. zombieman, trooper, former human) — найперший ворог у Doom, колишня людина. Користується пістолетом, судячи зі звуку атаки і добуваних з нього трофеїв — пістолетної обойми. Проте насправді його зброя більш схожа на гвинтівку. Рівень небезпеки низький, але на високих рівнях складності зомбі дуже небезпечні у групах. Здоров'я зомбі — 20 очок.
- Сержант / зомбі з дробовиком (англ. sergant, shotgun zombie) — посилена версія зомбі. Його зброєю є рушниця, котра дозволяє атакувати здалеку. З цього ворога випадає його рушниця із чотирма патронами. Рівень небезпеки середній, але на високій складності смертоносні у групах. Здоров'я у нього 30 очок.
- Біс (англ. imp) — монстр, що найчастіше зустрічається у грі. Біс жбурляється в піхотинця вогняними сферами та у ближньому бою пробує роздерти пазурами. Рівень небезпеки низький, переважно використовується як гарматне м'ясо, але на великих рівнях складності дуже небезпечний у групах. Здоров'я у нього 60 очок.
- Демон (англ. demon) — рожевий двоногий монстр, який не має дистанційної атаки, але може дуже нашкодити гравцю у ближньому бою. Проти нього дуже ефективна бензопилка, при добрій вправності нею можна нашкодити багатьом демонам без особливої шкоди для гравця. На великому рівні складності дуже небезпечні. В нього 150 очок здоров'я.
- Привид (англ. spectre) — єдиний у всій грі монстр, який є невидимим, реально — напівпозорим. Завдяки цій властивості стає важко помітним у темних приміщеннях. На високих рівнях складності він прискорюється та в темних приміщеннях може становити смертельну небезпеку для гравця.
- Загублена душа (англ. lost soul) — великий летючий череп більше людського, охоплений вогнем. Має дуже швидку атаку та середню силу. Хоч душі дуже швидкі, вони мають повільну реакцію та можуть полетіти у те місце, де піхотинець був 2 секунди потому. Вони не дуже небезпечні через їх повільну реакцію навіть на високій складності, але небезпечні у групах. У них здоров'я 100 очок.
- Какодемон (англ. cacodemon) — великий летючий, майже сферичний червоний монстр із синьою пащею, великою кількістю білих рогів, та одним великим жовтим оком. У пащі матеріалізуються згустки зеленої плазми, якими він і атакує. У ближньому бою орудує своїми іклами. Можливо назва походить від грецької «kakodaemon»-злий дух, та може від синоніма слова демономанія-«cacodemonomania», тобто маячня психічно хворої людини, що нею заволодів злий дух. Дуже небезпечні у маленьких закритих приміщеннях. Він має 500 очок здоров'я.
- Барон пекла (англ. baron of hell) — одна з наймогутніших демонічних істот, які зустрічаються в усіх класичних іграх Doom. Барон має вигляд мускулистого двоногого демона, схожого на цапа, з червоною шкірою та засмаглими ногами з чорними копитами. Його руки вкриті легким зеленуватим відтінком, але він стає більш виразним, коли він запускає зелені вогняні кулі. Маючи 1000 очок здоров'я, барони є найстійкішими з усіх істот у грі, їх перевершують лише Кібердемон і Демон-павук[8].

### Рівні складності
В Doom гравець може вибрати один з п'яти рівнів складності. Вони мають певні суттєві відмінності, а також, продовжуючи традицію Wolfenstein 3D, довгі й характерні назви:
1. 'I'm too young to die' (англ. «Я занадто молодий, аби померти») — найлегший рівень складності. Кількість ворогів — мала. Агресивність ворогів — низька. Кількість набоїв, що можна узяти — подвоєна.
2. 'Hey, not too rough' (англ. «Гей, легше!») — легкий рівень складності. Від попереднього відрізняється тільки тим, що кількість набоїв, що підбираються, не подвоюється.
3. 'Hurt me plenty' (англ. «Пораньте мене обачненько») — середній рівень складності. Кількість ворогів — середня. Агресивність ворогів — середня. Кількість набоїв, що підбираються, не подвоюється.
4. 'Ultra-Violence' (англ. «Ультра-насильство») — важкий рівень складності. Кількість ворогів — велика. Агресивність ворогів — висока. Кількість набоїв, що підбираються, не подвоюється.
5. 'Nightmare!' (англ. «Страхіття! / Жах!») — надвисокий рівень складності. Кількість ворогів — нескінченна, монстри постійно відроджуються. Агресивність ворогів — висока. Кількість патронів, що підбираються, подвоюється. Вороги пересуваються й атакують удвічі швидше, ніж звичайно. Всі вороги, крім босів і ворогів, які не мають трупів (елементалі Болю і Втрачені душі), постійно спавняться. Ніякі чит-коди, крім IDCLEV # # (переносить на рівень під номером, вказаним замість #), на цьому рівні складності не діють. При виборі цього рівня складності гра запитує у гравця додаткове підтвердження на запуск, попереджаючи, що «цей рівень навіть близько не є чемним».

### Багатокористувацька гра
В Doom є два багатокористувацьких режими: кооперативна гра та Deathmatch. Кооперативна — модифікація звичайної одиночної гри, коли декілька гравців разом проходять рівні, борючись проти монстрів. У режимі Deathmatch гравці перестрілюються один з одним, змагаючись в наборі очок за вбивства.
Починаючи з версії 1.5, в Doom з'явився режим Deathmatch 2.0. Правила Deathmatch 2.0 і стали класичними правилами режиму Deathmatch взагалі (недолік Deathmatch 1.0 полягає в тому, що підібрані аптечки/патрони більше не поновлюються на тому ж місці). Тут гравці з'являються в лабіринті зі слабкими пістолетами. У лабіринті можна знайти потужнішу зброю. Коли зброя підбирається, вона зникає, а через деякий час з'являється знову. За кожного убитого суперника гравець заробляє одне очко (фраг), за самогубство (випадкове також) фраг віднімається. Убитий миттєво воскресає в іншому місці з пістолетом. Перемагає той, хто заробив більше фрагів.
Doom підтримує до 4 гравців по локальній мережі (протокол IPX), модему і послідовної консолі.
Спеціальних рівнів для гри в Deathmatch не було, тому грали на звичайних рівнях для одиночної гри. При цьому натиснення на кнопку виходу закінчувало рівень, і всі переходили на наступний. Передбачалося, що гравці можуть закінчити перестрілку тоді, коли вони самі захочуть. Насправді ж через необдумані натискання клавіш гра часто закінчувалася передчасно. Сторонні розробники або не робили виходу взагалі (але тоді втрачали можливість побачити таблицю фрагів), або ставили так званий кооперативний вихід: щоб закінчити рівень, були потрібні узгоджені дії двох гравців.

### Чит-коди
Чит-коди або чити (англ. cheats) — спеціальні коди, що вводяться з клавіатури, які дозволяють отримати в грі певні переваги. Варто зазначити, що чит-коди традиційно засуджуються спільнотою геймерів, адже геймер при проходженні гри свідомо полегшує собі завдання. В Doom для активації коду потрібно просто швидко набрати комбінацію букв на клавіатурі в будь-який момент гри. Зважаючи на популярність Doom, деякі її коди також стали дуже відомі. Найпопулярнішим є код IDDQD, який робить гравця невразливим, а також IDKFA, який дає гравцеві всю зброю, набої, ключі, а також 200 % здоров'я і броні (менше відомий його варіант IDFA, який дає все те ж саме, за винятком ключів). Інші коди: IDBEHOLDL — максимальне освітлення на всьому рівні, IDCLIP (проходження крізь стіни, в першій Doom замість нього був код IDSPISPOPD), IDDT — повна карта рівня, IDCLEV # # (перехід на рівень номер # #) та інші.
У сучасних портах для запуску Doom з покращеною графікою в сучасних операційних системах нерідко є консоль (див. серія ZDoom-портів), і підтримуються коди у вигляді консольних команд (наприклад god, fly, give тощо), більшість з яких є копіями таких кодів із Quake — іншої популярної гри від творців Doom.

## Сюжет
Події Doom відбуваються в науково-фантастичному антуражі з використанням прийомів фільму жахів. Сюжет розкривається тільки в керівництві користувача, а в самій грі з'являються лише короткі повідомлення між епізодами про цілі та досягнення. У протагоніста гри немає імені, творці пояснювали це тим, що так гравцеві буде простіше асоціювати себе з персонажем. З часом сформувалася традиція неофіційно називати його Doomguy (Doom-чувак). У книжковій серії, що була написана за мотивами гри, використовується ім'я Флін «Флай» Таґґарт, у фільмі «Doom» ім'я героя — Джон Ґрім, кличка — Жнець.
Гравець виступає в ролі безіменного бійця космічних морпіхів. Він описується як «один з найміцніших на Землі, загартований у боях і натренований для дії» зі свого загону. Три роки тому він напав на старшого офіцера за те, що той наказав своїм солдатам стріляти по цивільних. Тіло офіцера відправили до Перл-Гарбора, а головного героя перевезли на Марс, де розташовується Об'єднана аерокосмічна корпорація (Union Aerospace Corporation, UAC). Протягом останніх чотирьох років військові використовували її віддалені об'єкти на Фобосі та Деймосі для роботи над різноманітними секретними проєктами, включаючи дослідження міжвимірних космічних подорожей. Наразі їм вдалося відкрити портали між Фобосом і Деймосом. Однак останнім часом портали стали небезпечно нестабільними. Військові «добровольці», які ввійшли в них, або зникали, або були вражені дивною формою божевілля — лепетали щось нечленороздільне, били все, що дихає, і, нарешті, передчасно помирали від вибуху всього тіла. Проте, згідно з останніми військовими звітами, незважаючи на те, що дослідження зазнають невеликої невдачі, усе під контролем. Одного разу Марс отримав пошкоджене повідомлення від Фобоса: «Нам потрібна негайна військова підтримка. Якесь жахливе зло виходить із порталів! Комп'ютерні системи зшаленіли!» Решта була незрозуміла. Незабаром після цього Деймос просто зник з неба. З тих пір спроби встановити контакт з обома супутниками були безуспішними. Головного героя і його друзяк, єдиний бойовий загін на п'ятдесят мільйонів миль, відправили прямо на Фобос. Йому наказали охороняти периметр бази, поки решта команди увійшла всередину, забравши все важке озброєння та залишивши протагоністу лише пістолет. Протягом кількох годин радіо вловлювало звуки бою: стрілянину, людей, які вигукували накази, крики, тріск кісток, а потім, нарешті, тишу. Втративши зв'язок зі своїми побратимами піхотинець йде на пошуки свого загону. Пізніше він дізнається, що експерименти з телепортації, що проводилися корпорацією, дали збій, а через портали пролізли пекельні створіння, які вбили чи перетворили на зомбі весь персонал. Все, що залишається зробити головному героєві — вибратися з цього пекла впродовж кількох епізодів, поділених на рівні.

### По коліна в мерцях (Knee-Deep in the Dead)
Рівні: Hangar, Nuclear Plant, Toxin Refinery, Command Control, Phobos Lab, Central Processing, Computer Station, Phobos Anomaly, Military Base (секретний), Sewers (секретний, тільки для Xbox)
Піхотинець опиняється в ангарах бази Фобоса, де зустрічає перших зомбі, що намагаються його вбити, і бачить трупи вбитих побратимів. Він добуває собі зброю і броню. Пройшовши через низку приміщень, боєць зустрічає дедалі більші ворожі сили і досягає аномалії, що сполучає Фобос і Деймос. Знищивши охоронців, Баронів Пекла, піхотинець переноситься на Деймос, де бачить ще більші руйнування.

### Береги Пекла (The Shores of Hell)
Рівні: Deimos Anomaly, Containment Area, Refinery, Deimos Lab, Command Center, Halls of the Damned, Spawning Vats, Tower of Babel, Fortress of Mystery (секретний)
База UAC на Деймосі наповнена ще небезпечнішими демонами і приміщення постійно змінюються, перешкоджаючи піхотинцю у знищенні чудовиськ. Йому вдається досягнути споруди, відомої як Вавилонська Вежа, де на заваді бійцю стає Кібердемон, озброєний ракетною установкою, вмонтованою в руку. Подолавши його на вершині вежі, піхотинець думає, що переміг, але бачить, що Деймос перенесений до іншого виміру і висить над пекельною версією Марса.

### Пекло (Inferno)
Рівні: Hell Keep, Slough of Despair, Pandemonium, House of Pain, Unholy Cathedral, Mt. Erebus, Limbo, Dis, Warrens (секретний)
Боєць спускається до Пекла, що складається зі скель, фортець і мас спотвореної плоті, щоб розшукати хто спрямовує демонів до баз UAC. Там він відшукує зброю, залишену експедиціями UAC і продовжує боротьбу. Він знищує демонів дорогою крізь такі місця, як Дім Болю, Нечестивий собор, поки не опиняється в лабіринтах Діту. Там він стикається з Павуком-головачем (Spider Mastermind), який керує вторгненням демонів до нашого світу. Цей ворог є поєднанням тіла демона з машинними кінцівками, вирізняючись силою, та піхотинець долає його в бою. Перед бійцем відкриваються двері, за якими він бачить зелені простори Землі. Він ступає в двері, думаючи, що жоден демон не піде слідом.
Однак озирнувшись, піхотинець бачить охоплене полум'ям місто, що означає одне — демони вже на Землі, тож боротьба зі злом продовжиться.

### Виснажена плоть[12](Thy Flesh Consumed)
Рівні: Hell Beneath, Perfect Hatred, Sever the Wicked, Unruly Evil, They Will Repent, Against Thee Wickedly, And Hell Followed, Unto The Cruel, Fear
Доданий у версії The Ultimate Doom, цей епізод не має чіткого сюжету, в ньому змішані місця Фобоса і Деймоса та Пекла. Піхотинець зустрічає вже бачених раніше демонів і босів, але самі рівні більш заплутані, ніж досі, і на них менше бонусів. Всі рівні тут названі за цитатами з Біблії. При розробці The Ultimate Doom творці гри не прагнули розповісти якусь нову історію, а сконцентруватися на самих битвах.

## Розробка

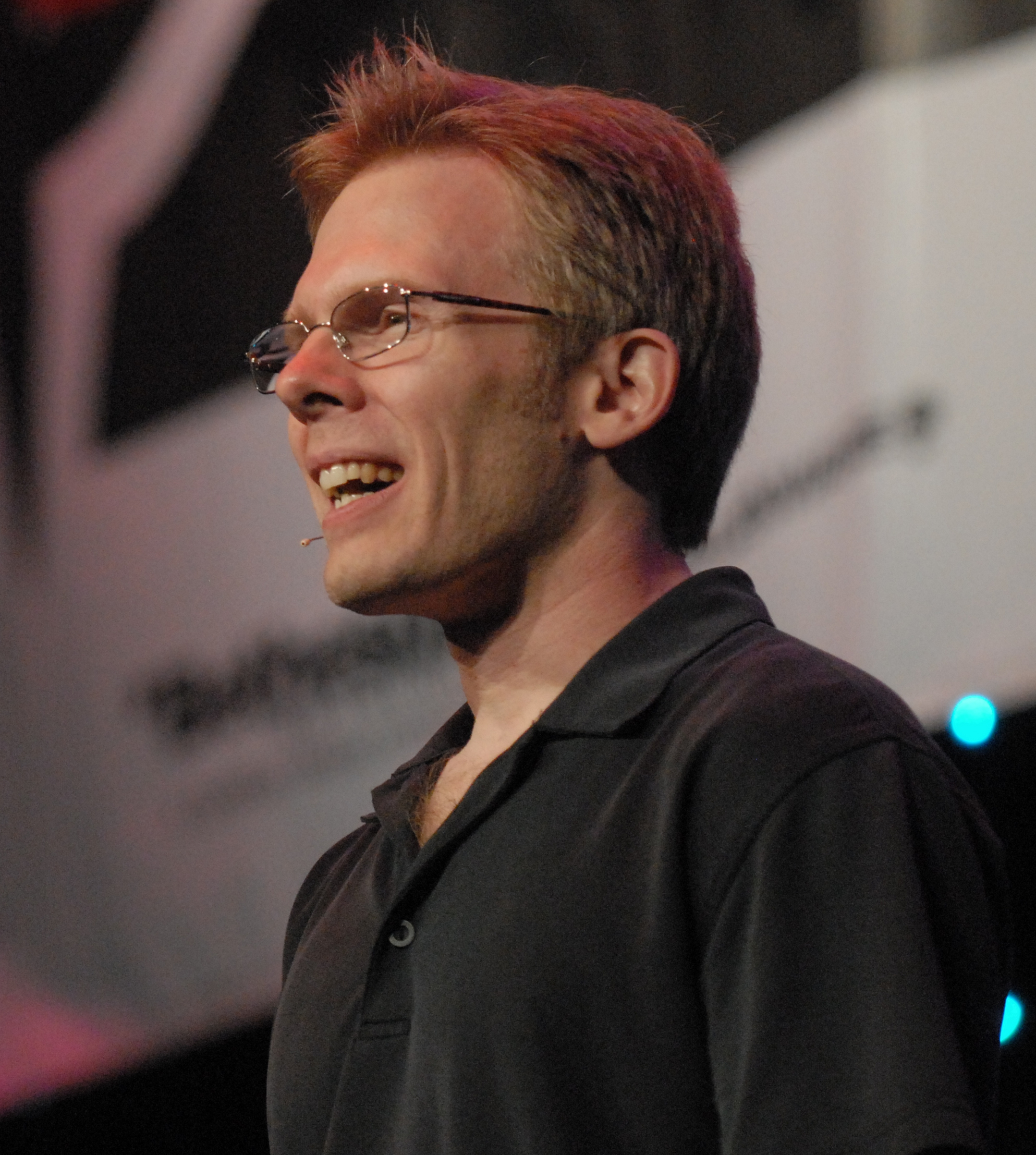
Джон Кармак на фестивалі QuakeCon 2009

Робота над Doom почалася в 1992 році. Після здобуття визнання гри Wolfenstein 3D, компанія id Software почала працю над її приквелом Spear of Destiny. Паралельно засновник компанії Джон Кармак написав вдосконалений ігровий рушій. Планувалося використати його для створення відеогри за мотивами фільму Джеймса Кемерона «Чужі», але з часом задум трансформувався у оригінальний власний. В той час багато співробітників компанії захоплювалися настільною грою Dungeons and Dragons, яка наштовхнула Кармака на думку про протистояння магії й технології.

### «Біблія Doom»
Кармак пояснював вибір назви гри (що перекладається як «загибель», «доля», «фатум») похідною від фільму «Колір грошей», у якому головний герой Тома Круза з'являється у більярдому залі з валізою в руці та, у відповідь на запитання «What do you have in there?» («Що у Вас там?»), відповідає з лиховісною усмішкою: «Doom». Стиль гри, за визнанням головного розробника Джона Кармак, був навіяний фільмами «Чужі» і «Лиховісні мерці 2». Том Голл, геймдизайнер, на початку розробки написав документ, відомий під назвою «Біблія Doom».
У документі був вибір з п'яти персонажів зі схильностями до різної зброї (коли пекло розверзлося, ці п'ятеро грали в карти): Лорелея Чена, Джона Петровича, Димитрія Паромо, Ті Баррета. Сюжет включав подорож з військової бази корпорації UAAF (United Aerospace Armed Forces) до Пекла і назад. База розташовувалася на супутнику якоїсь планети, що називався Тей Тенґа (Tei Tenga). Було розроблено деякі репліки, послідовність рівнів та їхні особливості, плани рівнів.
Голл створив прес-реліз, в якому коротко описав свій задум: «Події Doom розгортаються в одному великому світі. Ви заходите в будівлі, ходите по відкритій місцевості, можете взяти що-небудь зі столу і так далі. Все як у житті. Всі об'єкти відтворено в натуральному розмірі. Дія буде безперервною, якщо тільки користувач не захоче вимкнути або зберегти гру. В Doom буде висока частота кадрів, тому всі дії персонажа відбуватимуться плавно, не скуті смиканими технологіями більшості інших тривимірних ігор. Гра відмінно йде на комп'ютері 386sx, а на 486/33 демонструє більш високу частоту кадрів, ніж в кіно. Це забезпечує найголовніший аспект Doom — глибоке занурення в процес».
Кармак на все це відповів так: «Сюжет у грі — як сюжет у порнофільмі. Він повинен бути, але він не так важливий». У підсумку документ Голла був відхилений, але частина його ідей увійшли до гри в іншому вигляді. Наприклад, планета Тей Тенґа перетворилася на Фобос, Деймос і Марс (Пекло під Деймосом); певну частину «вакууму», що утворився, заповнив Джон Ромеро вже по ходу робіт.
Голл вивчив будову різних військових об'єктів: складів, казарм та інших. Проте тестові рівні, побудовані ним, були оцінені як «банальні і нецікаві», орієнтовані більше на реалізм, ніж на гру. Більш абстрактними, але і придатнішими для гри виявилися рівні Джона Ромеро. За півроку до випуску гри внаслідок цього творчого конфлікту Том Голл був звільнений. На його місце найняли дизайнерів Джона Ромеро і Сенді Петерсена. Перший доти мав проблеми з репутацією за скандальний характер і участь в декількох провальних проєктах. Петерсен свого часу захоплювався Dungeons and Dragons і був шанувальником творів письменника жахів Говарда Лавркафта.

### Рушій
Рушій Doom — псевдотривимірний, тому Doom іноді називають 2,5-вимірною грою. Інші приклади 2,5-вимірних ігор — Rise of the Triad, Duke Nukem 3D. Писався рушій на Сі на робочих станціях NeXT на операційній системі NEXTSTEP. Спочатку використовувався компілятор Intel C, але надалі перейшли на Watcom C. Утиліти були написані під NeXT на Objective-C. Рушій Doom для свого часу був досить прогресивним явищем.
Втім, у деяких портах Doom (наприклад, ZDoom) використовується інший рушій, в якому лише імітується поведінка Doom-івських об'єктів, монстрів, зброї, елементів рівня (причому ця імітація не завжди бездоганна, і різниця впадає у вічі).

### Графіка

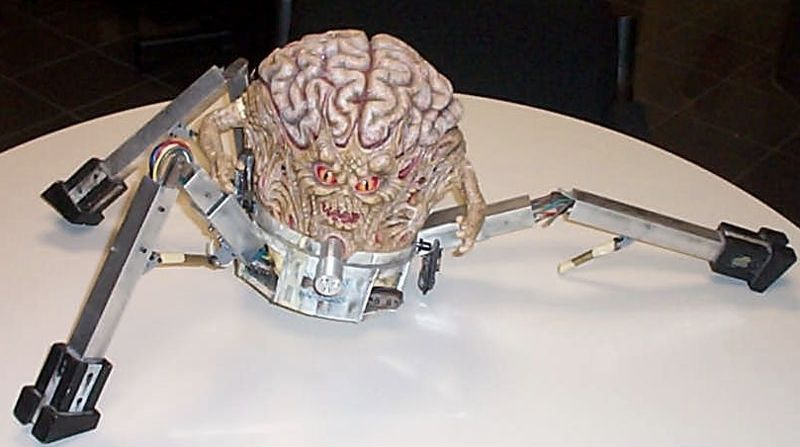
Макет Павукодемона

Графікою гри займалися Едріан Кармак (однофамілець Джона Кармака), Кевін Клауд і Панчац. Частина чудовиськ були намальовані вручну. Інші, як і спрайти піхотинця, були створені Панчацом з металу, латексу та пластиліну, сфотографовані з різних кутів та домальовані у графічному редакторі.
Пістолет, дробовик та кулемет засновувалися на фотографіях іграшкової зброї. Бензопилка була справжньою, позиченою Томом Голлом у його дівчини. Руки, що тримають зброю, належали художнику Кевіну Клауду.
Текстури також були як мальовані, так і фотографічні. Серед незвичайних текстур — чоботи зі зміїної шкіри, що належали Адріану Кармаку, і рана на нозі Кевіна Клауда.

### Звук
Композитором гри став Боббі Принц, який раніше працював над Commander Keen та Wolfenstein 3D . Спочатку Ромеро дав Принцу кілька записів у стилі heavy metal та попросив зробити щось подібне. Втім, стало зрозуміло, що цей стиль підходить не для всіх рівнів, як наслідок, Принц зробив кілька треків у стилі «ембієнт».
Деякі з мелодій сильно схожі на відомі пісні різних груп (наприклад, за даними фанатів гри, «E1M1: At Doom's gate» списаний з пісні гурту Metallica «No Remorse»). Проте колишній юрист Принц відчував грань між запозиченням та плагіатом, тому ніхто не подав на нього до суду.
Озвучка була частково змікшована із звуків тварин, частково із записаних Ромеро та Принцом звуків.

### Версії
З моменту початку робіт над грою (початок 1993 року) до випуску фінальної версії (1 лютого 1995 року) id Software випустила 16 версій, частина з яких були альфа-і бета-версіями і офіційно не поширювалися. id Software продовжила політику розповсюдження урізаних безкоштовних shareware-версій, перевірену на Wolfenstein 3D.
1. Дорелізні версії — 0.2, 0.4, 0.5. Технічні альфа-версії, що призначалися для внутрішнього тестування.
2. Прес-релізна бета-версія — офіційний реліз, що призначався для ознайомлення преси. Після 31 жовтня 1993 термін дії гри спливав і вона більше не запускалася.
3. Doom: The Operating System. Початкова версія Doom. Має звичайні три епізоди (Knee Deep in the Dead,The Shores of Hell, Inferno). Випускалася у версіях 1.0, 1.1, 1.2, 1.3, 1.4, 1.5, 1.6. Кодова назва registered.
4. Пробна версія Doom (розповсюджується безкоштовно). Має лише перший епізод Knee Deep in the Dead, з восьми видів зброї є тільки шість. Кодова назва shareware.
5. Ultimate Doom. Вийшла після Doom II. До перших трьох епізодів доданий четвертий, і особливо складний: «Виснажена плоть[12]» (Thy Flesh Consumed). Кодова назва retail. Версія EXE-файлу — 1.9.

## Оцінки й відгуки
| Видання     | Оцінка |
| ----------- | ------ |
| AllGame     | [ 16 ] |
| Dragon      | [ 17 ] |
| Edge        | 7 / 10 |
| GamesMaster | 90 %   |

Doom отримала захоплені відгуки гравців і високі оцінки критиків. Деякими вона називалася революційною для відеоігор взагалі та для ПК зокрема. Журнал «PC Week» назвав Doom «шедевром 3D». В «Compute» висловили думку, що гра знаменує собою нову еру відеоігор: «Колись нудний ПК тепер став дуже потужною машиною. Вперше в історії аркадні ігри настільки популярні на ПК. Греблю прорвано».
Чимало критиків в той же час звернули увагу на високий рівень жорстокості, що на той час сприймалася як дуже натуралістична. «Сиквел Wolfenstein, зроблений в 3D, вийшов набагато крутішим, але разом з тим і гидкішим, — писав оглядач лондонської „The Guardian“. — Ця гра не для дітей і точно не для тих, у кого слабкі нерви». За словами іншого кореспондента, «гра так грамотно зроблена і настільки лякає своїм реалізмом, що, чим далі ви заглиблюєтесь в ці похмурі кімнати, тим ближче „прилипаєте“ до комп'ютера — а це лише говорить про вашу готовність якомога глибше зануритися в іншу реальність, створену в цій грі». Оглядач вважав, що Doom стала справжнім «кіберопіатом».
В перший же день гра принесла id Software прибутки при тому, що далеко не всі, хто завантажив безкоштовну пробну версію, купували повну. Продажі на початках приносили по 100 000 доларів щодня і за рік склали 15 мільйонів копій (більше, ніж операційної системи Windows 95). Творці гри розбагатіли за лічені дні. Перш за все вони потурбувалися про власний добробут і забезпечення сімей. Джон Кармак виявив більше філантропії, купивши для свого колишнього вчителя інформатики нову комп'ютерну техніку, а також виділив близько 100 000 доларів аби витягнути із в'язниці свого шкільного друга.
Потрапивши до мережі Вісконського університету, Doom привернула увагу студентів і стала швидко поширюватися. Згодом установи, які володіли комп'ютерами, як школи, університети, навіть державні установи, почали завантажувати і грати в Doom настільки масово, що це викликало постійні «падіння» мереж. Працівники служб підтримки виставляли оголошення з проханнями не грати в мережевому режимі. В Університеті Луїсвілля навіть написали спеціальну програму, яка автоматично видаляла проблемну гру. За два роки в Doom зіграли понад 10 мільйонів гравців. Впродовж 1994 вона здобула численні нагороди як «Гра року».

## Модифікації

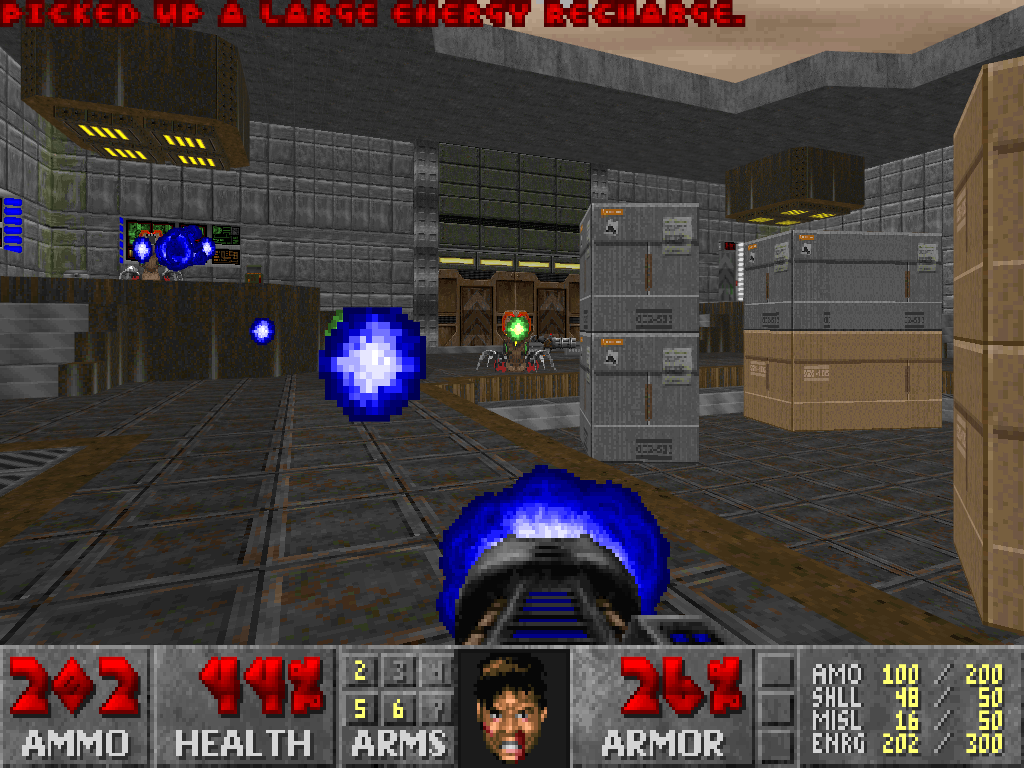
Знімок екрана Freedoom — однієї з численних ігор на рушієві Doom 1993 року

Doom — одна з перших ігор, в якій дозволялася її користувацька модифікація. Зокрема, через командний рядок можна було додавати нові WAD-файли з рівнями, графікою, звуками і т. д. Хоча редактори з грою не пропонувалися, ігрові дані не були зашифровані, і любителі швидко розпізнали їхній формат і написали редактори. Doom вдало поєднував простоту редагування і потужність рушія, і писати рівні для нього міг практично будь-хто.
Через помилки в завантажувачі текстур спрайтів об'єктів можна завантажувати лише за принципом «все або нічого». Якщо потрібно, щоб мод мав як оригінальні спрайт з Doom, так і нові, користувач запускав спеціальну утиліту, і вона збирала WAD-файл, що містить повний комплект спрайтів. А в невеликі WAD-файли, що складаються з одного-двох рівнів, призначеним для користувача спрайтом шлях замовлений: копіювати кілька мегабайтів спрайтів заради одного об'єкта недоцільно. Це не стосується звуків, текстур, елементів меню тощо — їх можна вільно замінювати. Цю помилку виправлено у численних аматорських версіях гри.
Через кілька тижнів після виходу Doom II обговорення у Usenet моду Alien Doom (що вийшов практично одночасно з Doom II) було навіть активнішим, ніж самої Doom II. Згодом id Software випустила кілька дисків Masters of Doom, заповнених найкращими саморобними WAD'ами.
Також були випущені вихідні тексти мережевих драйверів (IPXSETUP і SERSETUP), що давало можливість писати свої мережеві драйвери. Зокрема, любителями були написані драйвери для таких екзотичних способів зв'язку, як паралельний порт (PARSETUP), і навіть для гри декількох (трьох і більше) гравцям по ланцюжку з COM-кабелів (HX8).
Правила гри в Doom жорстко зашиті в EXE-файл. Однак, була розроблена програма Dehacked, яка дозволяла змінювати властивості об'єктів (а також змінювала деякі параметри гри). Без цієї програми багато модів були б просто неможливі. Зокрема, Dehacked дозволив ввести в гру годинникові бомби, гранати, що летять по параболі, вогнемет, замаскованих під бочки монстрів-камікадзе та інші екзотичні функції.
Зворотною стороною відкритості стало читерство в мережевих іграх. Поведінка миші сильно залежить від драйвера, і у кожного з сильних гравців під DOS є улюблений ігровий драйвер. Коли на одному з чемпіонатів було дозволено приносити свої драйвери, захід виявилося практично зірваним: багато під виглядом драйверів миші приносили «навідників».

## Спадщина Doom

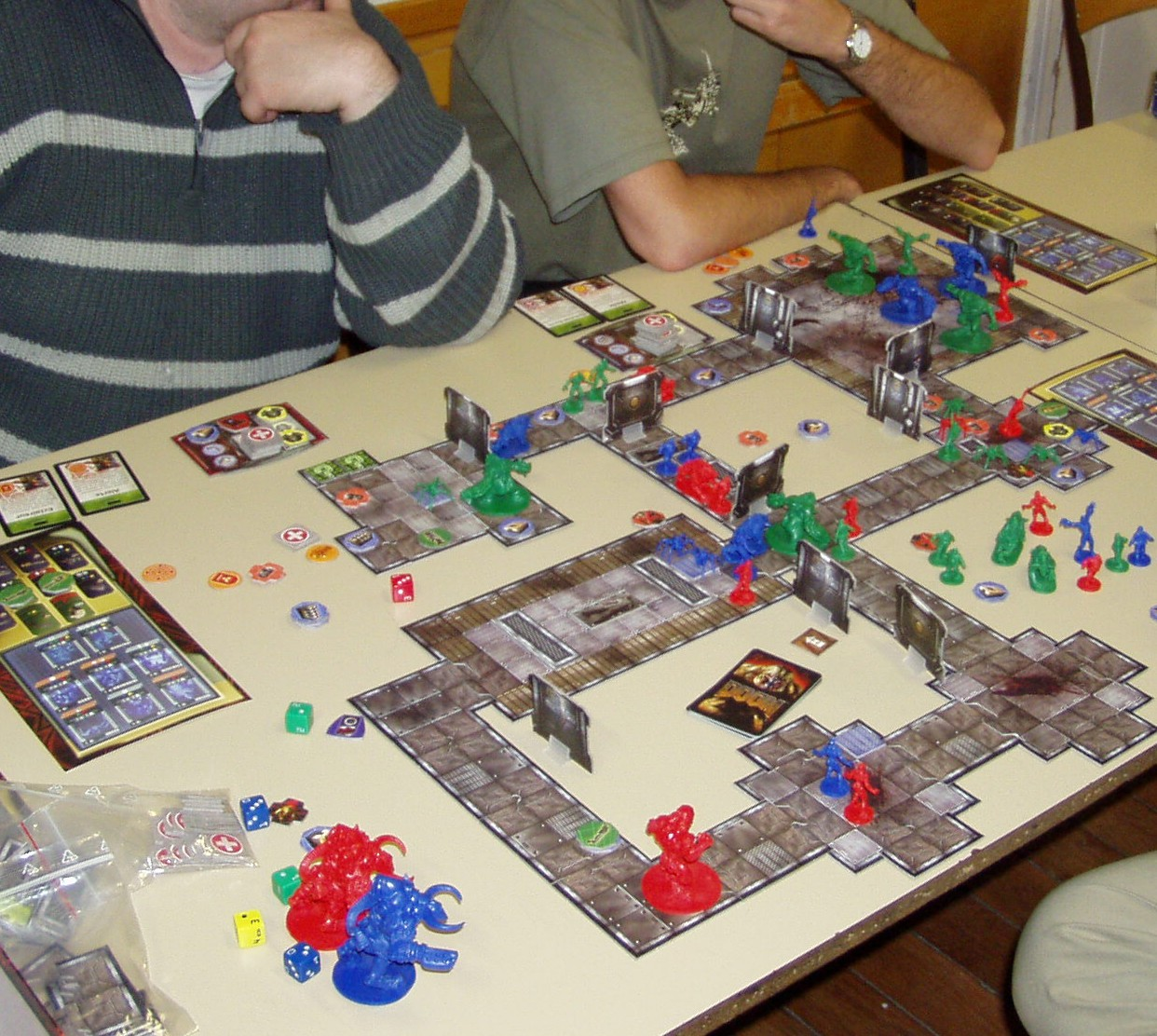
Настільна адаптація відеогри Doom

Завдяки відносній простоті рушія було написано кілька простих в освоєнні редакторів рівнів для цієї гри. Багато розроблювачів ігор починали саме з конструювання рівнів для Doom. На рушієві Doom було створено ігри Heretic (1994), HeXen (1995), Strife (1996), Chex Quest (1996). Компанія Fantasy Flight Games випустила і настільну гру з картами, фішками і фігурками демонів.
Набір зброї з Doom, що надає пістолет, дробовик, кулемет та ракетницю, став еталонним для шутерів від першої особи, а бензопилка, що зустрічається у грі, стала невід'ємним символом всієї серії ігор Doom.
Завдяки тому, що вихідні тексти Doom були опубліковані на правах GNU GPL, були створені численні аматорські моди ігор, а також версії Doom для нових платформ: AmigaOS, Mac OS, Microsoft Windows, Symbian OS, Palm OS та інших. Було додано підтримку OpenGL, введено консоль, вдосконалено мережевий код і т. д. Крім того, саме з опублікування Doom почалася традиція віддавати FLOSS-спільноті вихідні тексти гри або її найважливіших частин.
Існує досить активна спільнота шанувальників Doom (що називають себе «думерами»), які продовжують займатися створенням і доопрацюванням модів, конструювати рівні і змагатися у швидкісному проходженні як оригінальної, так і модифікованої гри.
Досить численні порти істотно розширили геометричні можливості гри, зокрема, з'явилися похилі площини і багатоповерхові рівні (із секторів можна робити не тільки багатоповерхові локації, але навіть будувати предмети інтер'єру, машини, скелі і т. д., використовуючи сектори як полігони). Деякі порти підтримують графіку високої роздільної здатності (і навіть 3D-моделі), динамічне освітлення, розвинену мова скриптів та інші можливості. Все це дає модерам небачену свободу і дозволяє робити чудові WAD'и. Мабуть, найдосконалішими портами з графічної точки зору є jDOOM і Risen 3D, а з точки зору маппінг і моддінгу — GZDoom і EDGE. Також популярні ZDoom, ZDoom GL, Vavoom, Legacy Doom, Boom, SkullTag, ZDaemon, Odamex. Недолік полягає в тому, що WAD'и, написані з використанням можливостей якогось порту, не будуть працювати в іншому. WAD'и можуть працювати не тільки на одному порту, наприклад: WAD'и від ZDoom підуть на GZDooM (зворотної сумісності немає), ZDooMGL. WAD'и від Boom працюють на ZDooM.
У даний час для портів обов'язковою є сумісність на рівні класичної Doom і порту BOOM, який є де-факто стандартом у mapping. Не виключено, що з часом стане обов'язковою сумісність і на рівні порту ZDoom. До якоїсь міри це спостерігається вже зараз у порту Vavoom, який має обмежену підтримку деяких особливостей ZDoom. Над вирішенням проблеми сумісності портів зараз активно працюють їхні творці. Введено навіть окремий формат для рівнів під назвою UDMF (Universal Doom Map Format), який є результатом спільної роботи розробників портів над створенням стандартизованого формату рівнів.
Деякі порти є поліпшеною і осучасненою версією оригінального рушія гри (Boom і її похідні), інші порти лише імітують роботу на оригінальному рушієві (родина ZDoom), що не дозволяє, наприклад, програвати в них записані в оригінальній Doom демо.

## Культурний вплив

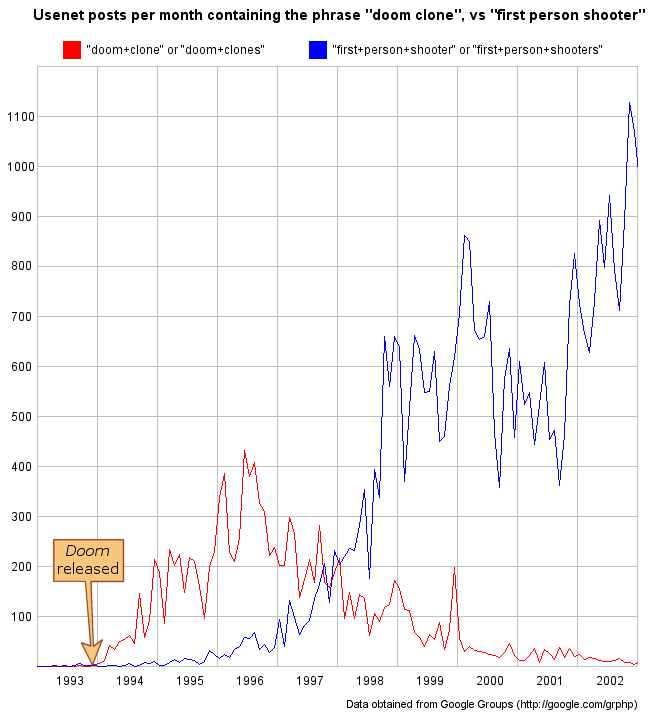
Графік, що показує популярність Doom і її вплив за 1993—2002 роки. Червона лінія — кількість запитів у Google «Doom+клони», синя — «шутер від першої особи»

Doom вийшла в той час, коли в США саме відбувалася хвиля занепокоєння жорстокістю у відеоіграх. 1993 року, 10 грудня, сенатор Джо Ліберман почав слухання федерального масштабу. На них Юджин Провенза заявив, що «відеоігри надмірно жорстокі, викликають сексистські і расистські настрої». Роберт Чейз, президент Національної асоціації освіти, припустив, що ігри провокують жорстокість в реальному житті. «Через те, що вони більше активні, ніж пасивні, [відеоігри] можуть зробити вразливих дітей нечутливими до жорстокості, — сказав він. — Вони, по суті, пропагують її як єдино можливе рішення, заохочуючи учасників до вбивства своїх ворогів найбільш збоченим з усіх мислимих і немислимих способів». Наступного дня id Software випустила Doom. Її кривавість стала підставою того, що Doom (для Sega 32X) стала першою відеогрою, якій організація ESRB надала рейтингу M — тільки для дорослих. Деякі критики називали її «симулятором убивств». Разом з такими іграми як Mortal Kombat і Night Trap, що розглядалися на слуханнях, Doom увійшла в історію як одна з найспірніших з точки зору етики. Ці інтерактивні твори спричинили масовий інтерес до питання як відеоігри впливають на масову культуру.
У ряді країн Doom було заборонено за вміст насильства і символіки, що приписується сатаністам. Всерйоз про вплив рівня насильства у відеоіграх та їх заборону в США стали говорити після масового вбивства в школі «Колумбайн» 1999 року, коли двоє школярів, Ерік Гарріс і Ділан Клеболд, затяті гравці в Doom, розстріляли з пістолетів-кулеметів і дробовиків своїх однолітків та вчителів. При плануванні Гарріс говорив, що вбивство буде прямо як в Doom і що його дробовик — прямо з гри. Також ходили чутки, що Гарріс зробив рівні для Doom, що копіювали інтер'єр школи. Хоча Гарріс і робив рівні для Doom, але серед них не було рівнів вищої школи Колумбайн.
Але подальші дослідження показали, що масові вбивства в школах і жорстокість в іграх слабо між собою пов'язані. Секретна служба США та міністерство освіти США проаналізували 37 інцидентів проявів шкільної жорстокості, але не знайшли зв'язку. Єдиною закономірністю було те, що всі вбивці були чоловічої статі, страждали депресією і робили раніше спроби суїциду. Більш того, тільки один з восьми стрільців відчував особливий інтерес до жорстоких відеоігор, не менше, ніж до книг і фільмів з жорстоким змістом.
На одному з рівнів Doom у перших версіях була перешкода у вигляді нацистської свастики, за що гру було критиковано. У наступних версіях це місце зазнало змін, щоб не давати підстав говорити про пропаганду нацизму. В Doom також зустрічається чимало класичних пекельних символів і термінів, починаючи від класичних образів демонів і закінчуючи назвами деяких рівнів, серед яких зустрічаються згадки, наприклад, річки Стікс і пекельного міста Діт з «Божественної Комедії».
Все це посприяло скандальності і як наслідок популярності гри, зробило її відомою навіть тим, хто в неї не грав. В численних творах, від відеоігор, до фільмів та книг зустрічаються відсилки до Doom. Наприклад вона згадується у фільмі «Реальні кабани» (2007), в серіалах «Друзі» («Епізод зі списком»), «Зоряна Брама SG-1» (епізод «Аватар»). Звуки чудовиськ лунали у фільмі «Санта Клаус» (1994), в аніме «Dragon Ball Z: Abridged» (2011), серіалі «Доктор Хто» (епізод «Неможлива планета»).

## Цікаві факти
- Головний герой тримає зброю в рукавичках, однак, на спрайту кулака з кастетом руки голі.
- Назва зброї BFG9000 розшифровувалася розробниками як «Big Fucking Gun». У екранізації ця непристойна назва розшифрована як «Bio Force Gun», однак перша назва гармати тут теж присутня.
- На деяких моніторах написано Tei Tenga — відгомін «Біблії Doom». Відомі випадки використання цих елементів у модах.
- Згідно з id Software, розширення WAD означає «Where's All the Data» («де всі дані»). Іноді, втім, проводиться паралель з «Where're All the Demons» («де всі демони»), хоча щодо першоджерела цієї розшифровки можна посперечатися. Крім цього, слово «wad» означає «грудку» (у файлах *.wad зберігається безліч ресурсів, «пожмаканих» в один файл).
- На рівнях з босами двері, що відкриваються після вбивства босів, мають теги 666 і 667.
- DWANGO (програма, яка постачалася з Doom'ом і дозволяла грати в інтернеті) використовувала 666-й порт TCP / IP. Відтоді порт 666 UDP / TCP зарезервований за грою Doom і введений в стандарти RFC.
- Існує ефект під назвою wallrunning — значне прискорення бігу, якщо гравець біжить уздовж прямої стіни за певних умов.
- Інший трюк — rocket jump — був також вперше реалізований в Doom, а не в Quake, хоча здійснити його можна тільки відхиливши зброю вниз, чого в Doom зробити не можна.
- До витончених прийомів належить використання Архізлодія у своїх цілях вправними гравцями: гравець підставляється під атаку і біжить в потрібному напрямку до отвору високо в стіні, після чого Архізлодій підпалює й високо підкидає його вгору, а гравець залітає в потрібне місце. Так можна подолати деякі перешкоди без знаходження потрібних ключів.
- Внаслідок технології створення гри неможливо обійти і розглядати з різних точок зору труп убитого монстра, він буде «повертатися» і завжди виглядати одним спрайтом.
- Загадкова поява на Марсі бензопилки «Старанний бобер» (Eager Beaver) було пояснено тільки в Doom 3. В одному з кишенькових комп'ютерів загиблого персоналу записано — партія бензопилок була доставлена на Марс помилково замість відбійних молотків. До того ж у грі помітно, що у бензопилки нескінченний запас бензину.
- У кінці третього епізоду першого Doom з'являється кролик, а пізніше — його голова на палі на тлі димлячих будівель. Наприкінці четвертого епізоду доповненого Ultimate Doom головний герой тримає цю голову в руці. У текстах четвертого епізоду головний герой згадує, що кролика звуть Дейзі, і що це був його домашній кролик.
- На обкладинці гри головний герой тримає у руці автомат, якого у грі не має, та у іншій руці рушницю, але у самій грі неможливо тримати одночасно два види зброї. На задньому плані можна побачити напарника головного героя, але піхотинець за сюжетом єдиний, що вижив на Фобосі.

### Тематичні сайти
- Сайт id Software [Архівовано 19 березня 2012 у WebCite] (англ.)
- Doom Planet (англ.)
- Doom Wiki [Архівовано 18 лютого 2014 у Wayback Machine.] (англ.)
- DoomWorld.com [Архівовано 14 квітня 2021 у Wayback Machine.] (англ.)
- Doom 2D [Архівовано 14 липня 2009 у Wayback Machine.] — двовимірний варіант Doom. (англ.)
- Концепт-док Doom [Архівовано 19 вересня 2017 у Wayback Machine.] (англ.)

### Порти
- GZDoom [Архівовано 13 грудня 2009 у Wayback Machine.] — OpenGL — версія популярного порту ZDoom.
- Skulltag [Архівовано 13 січня 2010 у Wayback Machine.] — мережевий порт DOOM, оснований на GZDoom.
- ZDoom [Архівовано 8 липня 2008 у Wayback Machine.] — один з найкращих і функціональних портів.
- Doom Legacy — офіційний сайт порту Doom Legacy.
- Chocolate Doom [Архівовано 25 листопада 2009 у Wayback Machine.] — сайт порту Chocolate Doom.
- ZDaemon — офіційний сайт найвідомішого порту для гри в Doom по мережі — ZDaemon.
- Vavoom [Архівовано 9 січня 2010 у Wayback Machine.] — офіційний сайт непопулярного, але дуже просунутого порту — Vavoom.